# Lustratio
Lustratio byl ve starověkém římském náboženství obřad očištění osoby či předmětu. Rituální nečistota která vedla k tomuto úkonu zpravidla spočívala ve styku s krví či mrtvými. Z toho důvodu byla očišťována například novorozeňata nebo vojsko před bitvou. Velmi významná očista provázela konec sčítání římského lidu – censu a byla nazývána lustratio populi Romani nebo lustrum. Obřad byl doprovázen trojnou zvířecí obětí suevotaurilia a byly pronášeny modlitby Jovovi, Ianovi a Martovi. Očista byla prováděna především vodou a ohněm a proto odepření vody a ohně – aqua et igni interdicere – bylo prostředkem vyobcování.